# Prudhomme Lake Park
Prudhomme Lake Park är en park i Kanada.   Den ligger i provinsen British Columbia, i den sydvästra delen av landet, 3 900 km väster om huvudstaden Ottawa. Prudhomme Lake Park ligger 60 meter över havet. Den ligger vid sjöarna  Prudhomme Lake och Taylor Lake.
Terrängen runt Prudhomme Lake Park är huvudsakligen kuperad. Prudhomme Lake Park ligger nere i en dal. Närmaste större samhälle är Prince Rupert, 14,0 km nordväst om Prudhomme Lake Park. 